# Joseph Wilson Swan

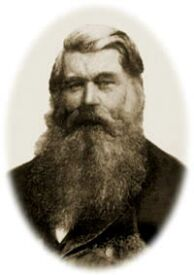
Joseph Wilson Swan.

Sir Joseph Wilson Swan (31 d'octubre de 1828, Sunderland - 27 de maig de 1914 a Warlingham, Surrey) fou un electricista i un químic britànic.

## Invents
- El 1878 va inventar la làmpada incandescent amb un filament de carbó, que tot seguit va millorar i patentar, amb un filament de bambú, Thomas Alva Edison.

- El 1879 va inventar i patentar el sistema el paper fotogràfic amb bromur de plata (AgBr).

## Premis
- Medalla Hughes 1904.